# تجزیه و تحلیل گازهای حل‌شده
تجزیه و تحلیل گازهای حل شده (انگلیسی: Dissolved gas analysis) پژوهشی است که در آن گازهای حل شده در روغن ترانسفورماتور مورد بررسی قرار می‌گیرد.
سیستم عایقی موجود در ترانسفورماتور و دیگر دستگاه‌های الکتریکی در هنگام کار گازهایی از خود منتشر می‌سازند. با بررسی این گازها می‌توان از صحت کارکرد دستگاه اطمینان حاصل کرد. گازهای ایجاد شده توسط دستگاه، چندین خطا در عملکرد را نشان می‌دهد لذا بررسی و تجزیه تحلیل آن در بسیاری از زمینه‌های صنعتی حائز اهمیت است.